# Rubicon (CDP)
Rubicon es un lugar designado por el censo ubicado en el condado de Dodge en el estado estadounidense de Wisconsin. En el Censo de 2020 tenía una población de 235 habitantes y una densidad poblacional de 213,64 habitantes por km². Se encuentra 7,5 km de Hartford. Fue incluido como CDP en el censo de 2020.

## Geografía
Rubicon se encuentra ubicado en las coordenadas 43°20′25″N 88°27′27″O / 43.34028, -88.45750. Según la Oficina del Censo de los Estados Unidos, tiene una superficie total de 1,10 km², todos correspondientes  a tierra firme.